# Statenplein (Den Haag)
Het Statenplein is een plein in het Statenkwartier in Den Haag. Het plein ligt aan de kruising van de Statenlaan, Stadhouderslaan met de Willem de Zwijgerlaan en Eisenhowerlaan. De 13 huizen aan de westzijde van het plein, rond 1902 gebouwd naar een ontwerp van Nicolaas Molenaar sr., zijn erkend als rijksmonument.
Het ontwerp van het Statenkwartier, uitgevoerd tussen 1900 en 1915, bracht een groot aantal pleinvormige kruisingen en drie pleinen voort: het Prins Mauritsplein, het Statenplein en het Frederik Hendrikplein.
De eerste verbinding naar het Statenplein was paardentramlijn C, in 1904. Deze had daar een grote keerlus. In april 1906 werd dit deel al weer opgeheven bij de elektrificatie van lijn C, die toen lijn 3 werd. Op het verlaten gedeelte, met verlenging naar Scheveningen, kwam de elektrische lijn 10, maar dat was pas vanaf augustus 1906. In 1921 werd lijn 10 verlegd naar de Kranenburgweg via de Willem de Zwijgerlaan. In 1943 verviel dit deel weer wegens aanleg van de Atlantikwall. Vanaf 1946 reed lijn 10 via Statenplein naar Statenlaan. Tot in 2013 is lijn 10 over het Statenplein blijven rijden. Daarna reden lijn 16 en 17 er. Tussen 1921 en 1966 reed ook lijn 14 daar. Na de oorlog was het de bedoeling dat lijn 10 weer via de Willem de Zwijgerlaan zou gaan rijden, en daarom werden in 1951 weer verbindingen aangelegd vanaf het Statenplein. Maar om onbekende redenen ging dit plan niet door. De zo ontstane dubbelsporige keerdriehoek werd soms gebruikt als opstelspoor.